# John L. Schellenberg

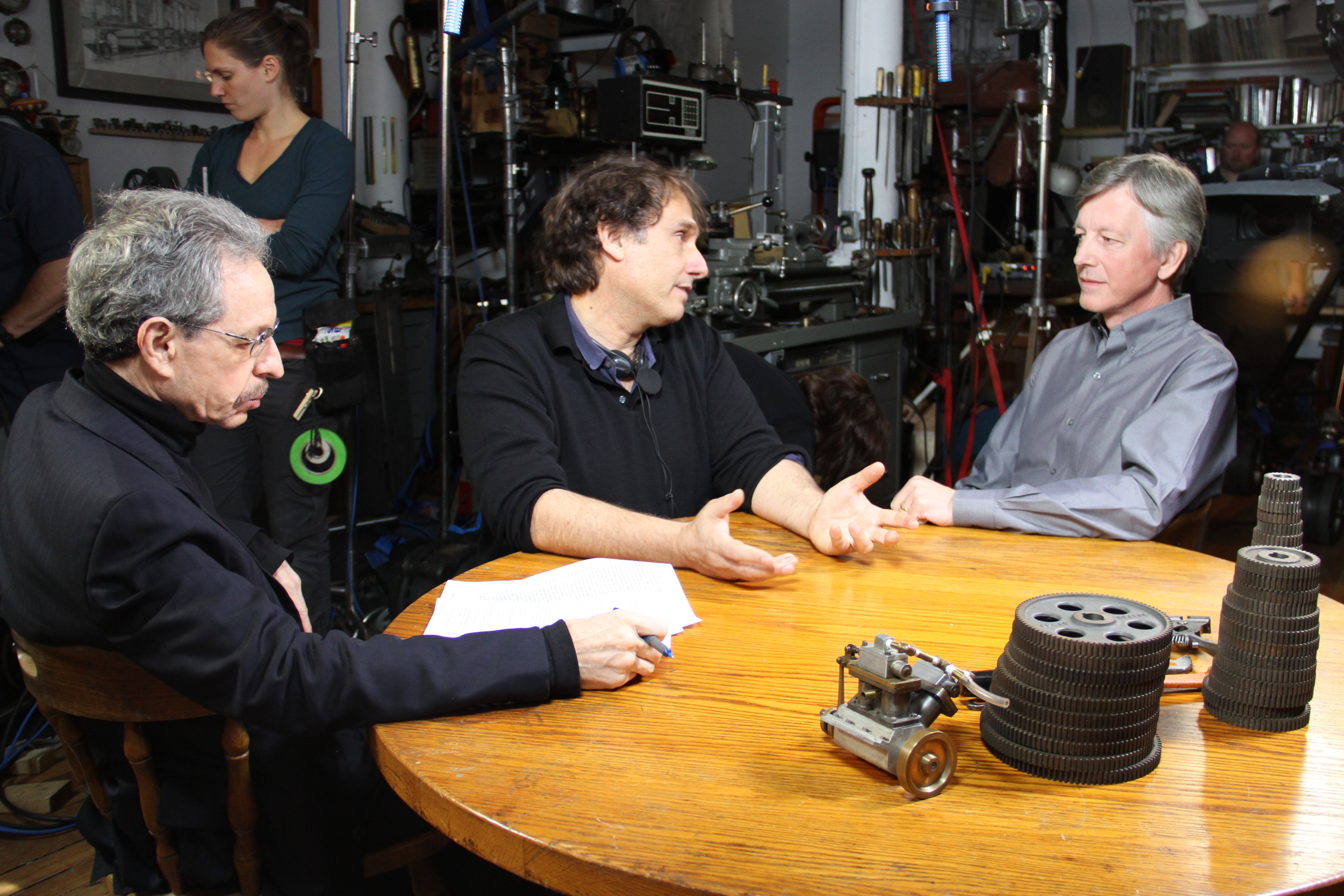
Robert Lawrence Kuhn, Peter Getzels i J.L. Schellenberg na planie filmu Bliżej prawdy

John L. Schellenberg (ur. 1959) – kanadyjski filozof specjalizujący się w filozofii religii. Tytuł doktora filozofii zdobył na Uniwersytecie Oksfordzkim, a obecnie jest profesorem filozofii na Uniwersytecie Mount Saint Vincent oraz adiunktem na Dalhousie University (oba znajdują się w Halifax w Nowej Szkocji).
Schellenberg szybko stał się rozpoznawalny za sprawą swego argumentu na rzecz ateizmu z Bożej ukrytości. Jego dalsza twórczość jest próbą opracowania formy religii zwanej „religią sceptyczną”, którą uważa za zgodną z ateizmem. W 2013 r. czasopismo „Religious Studies” wydawane przez Cambridge University Press poświęciło wydanie specjalne filozofii religii Schellenberga i krytycznym dyskusjom, które się wokół niej toczą.

## Poglądy filozoficzne

### Boża ukrytość
W swej pierwszej książce pt. Divine Hiddenness and Human Reason (Cornell University Press, 1993) Schellenberg rozwinął argument przeciwko istnieniu Boga z Bożej ukrytości (hiddenness argument). Do dziś jest on szeroko dyskutowany.
Argument ten, z uwzględnieniem wprowadzanych później przez Schellenberga modyfikacji, można by przedstawić następująco. Bóg (którego rozumie się tutaj jako doskonały byt osobowy) nie mógłby być mniej niż doskonale kochający, a doskonale kochający Bóg zawsze byłby otwarty na znaczącą i świadomą relację ze skończonymi osobami, które są zdolne do uczestniczenia w takiej relacji i nie sprzeciwiają się jej. Oznacza to, że jeśli istnieje Bóg, każda skończona osoba, która spełnia wymienione warunki, jest w stanie wykorzystać tę zdolność i wejść w relację z Bogiem. Jednak gdyby tak było, każdy kto spełnia te warunki, wierzyłby w Boga (gdyż aby mieć świadomą relację z kimś, trzeba wierzyć, że ten ktoś istnieje). Wynika stąd, że jeśli Bóg by istniał, nie byłoby nikogo, kto spełniałby te warunki i nie wierzyłby w Jego istnienie, tj. nie byłoby „niestawiających oporu niewierzących”. Ale skądinąd wiemy, że takowi są. Dlatego Boga nie ma.
Oponenci argumentowali, że nawet kochający Bóg może mieć powody do pozostawania ukrytym, które wynikają z rzeczy takich jak ludzka wolność, nieprzygotowanie do relacji z Bogiem lub religijna wartość zwątpienia. Schellenberg stwierdzał w odpowiedzi, że filozofowie ci nie są w stanie uzasadnić założenia, że osoby, które stworzyłby Bóg, byłyby osobami ludzkimi istniejącymi w świecie takim jak nasz oraz że te same dobre stany rzeczy, co do których krytycy twierdzą, że mogłyby być one doświadczane w relacji z Bogiem, mogą wystąpić także w innych kontekstach.

### Religia sceptyczna
Po 1993 roku Schellenberg pracował nad trylogią z zakresu filozofii religii (Cornell: 2005, 2007, 2009). Jej celem było ustalenie najbardziej podstawowych kwestii w tej dziedzinie i wyznaczenie programu przyszłych badań.
Pierwszy tom, Prolegomena to a Philosophy of Religion, jest analizą podstawowych pojęć filozofii religii, takich jak „religia”, „przekonanie”, „wiara” i „sceptycyzm” (względnie „wątpliwość”), oraz przedstawia wizję reorientacji tej dyscypliny, w tym propozycję nowego rozumienia wiary jako wiary bez przekonań (faith without belief).
Drugi tom, The Wisdom to Doubt: A Justification of Religious Skepticism, przedstawia różne argumenty na rzecz religijnego sceptycyzmu, które mają przygotować czytelnika do lektury trzeciej części – The Will to Imagine: A Justification of Skeptical Religion.
Tam też Schellenberg argumentuje za orientacją religijną, która opierałaby się nie na przekonaniach (belief), ale była czymś w rodzaju wiary wyobrażeniowej (imaginative faith) opisanej w pierwszym tomie. Zamiast przywiązywać uwagę do teizmu, czy jakiejkolwiek innej konkretnej idei z dzisiejszych religii, „religia sceptyczna” ma skupiać się na propozycji, którą Schellenberg określa mianem „ultymizmu” (ultimism). Ultymizm ma być w jego rozumieniu czymś szerszym niż inne religijne „-izmy” – opiera się na twierdzeniu, że istnieje pewne coś, które jest najwyższe w porządku rzeczy, tzn. najwyżej wartościowane i jest źródłem najwyższego dobra, ale nie precyzuje czym to coś miałoby być.
Schellenberg twierdzi, że argumenty, które bywają krytykowane jako niewystarczające do uzasadnienia tradycyjnej wiary w Boga, można z powodzeniem wykorzystać do argumentacji za religią sceptyczną. Stąd jego zdaniem sceptyczna religia przezwycięża problem relacji wiary i rozumu.
Kluczowa dla trylogii Schellenberga jest sugestia, że jeśli zmienimy nasz sposób postrzegania czasu – zaczniemy patrzeć zarówno w przyszłość, jak i przeszłość w jednostkach geologicznych – zobaczymy, że nasz gatunek może znajdować się na bardzo wczesnym etapie rozwoju (przy założeniu, że Ziemia pozostanie zdatna do zamieszkania przez kolejny miliard lat). Dlaczego, mając przed sobą ten ogromny odcinek czasu – pyta filozof – mielibyśmy sądzić, że nasze najlepsze idee, w tym idee dotyczące religii, zostały już wyartykułowane? Schellenberg będzie więc przekonywał, że na obecnym etapie rozwoju naszemu gatunkowi potrzeba religii innej niż tradycyjna.
Krytycy wskazywali, że jeśli Schellenberg wyraża sceptycyzm czy też wątpliwość odnośnie do uznawania ultymizmu w dalekiej przyszłości, to powinien przyjąć taką sceptyczną postawę również wobec teizmu, zamiast pozostawać ateistą, a także że idea religii sceptycznej może być trudna do wprowadzenia w życie. Schellenberg odpowiadał, że zarzuty te zakrawają o „płakanie nad nierozlanym mlekiem”, skoro ledwo zaczęliśmy myśleć o religii sceptycznej. Dokonując analizy pojęcia teizmu, przedstawił również powody, dla których rozróżnia pomiędzy teizmem (który jego zdaniem można odrzucić) a ultymizmem (w który podług jego opinii należy jedynie wątpić).

### Nauka i religia
Książka Evolutionary Religion (Oxford University Press, 2013) ma być bardziej przystępnym streszczeniem jego argumentów przedstawionych w trylogii. Stara się osadzić te argumenty w paradygmacie ewolucyjnym i wskazuje, że religia sceptyczna prowadzi do nowego spojrzenia na kwestię relacji wiary i religii.

## Książki
- Divine Hiddenness and Human Reason. Cornell University Press, 2006 [1993]. ISBN 978-0-8014-7346-3. Brak numerów stron w książce
- Prolegomena to a Philosophy of Religion. Cornell University Press, 2005. ISBN 978-0-8014-4358-9. Brak numerów stron w książce
- The Wisdom to Doubt: A Justification of Religious Skepticism. Cornell University Press, 2007. ISBN 978-0-8014-4554-5. Brak numerów stron w książce
- The Will to Imagine: A Justification of Skeptical Religion. Cornell University Press, 2009. ISBN 978-0-8014-4780-8. Brak numerów stron w książce
- Evolutionary Religion. OUP Oxford, 2013. ISBN 978-0-19-967376-6. Brak numerów stron w książce
- The Hiddenness Argument: Philosophy's New Challenge to Belief in God. Oxford University Press. ISBN 978-0-19-873308-9. Brak numerów stron w książce
- Progressive Atheism: How Moral Evolution Changes the God Debate. Bloomsbury Publishing, 2019. ISBN 978-1-350-09720-9. Brak numerów stron w książce
- Religion After Science. Cambridge University Press, 2019. ISBN 978-1-108-49903-3. Brak numerów stron w książce

W języku polskim wydano:
- Religia ewolucyjna. Wydawnictwo Uniwersytetu Łódzkiego, 2020, s. 280. ISBN 978-83-8142-531-5.
- Boża ukrytość uzasadnia ateizm, przeł. M. Iwanicki, [w:] Teizm, ateizm i religia, red. P. Gutowski, M. Iwanicki, Lublin 2019, s. 51-66.